# 克普萊尼鄉

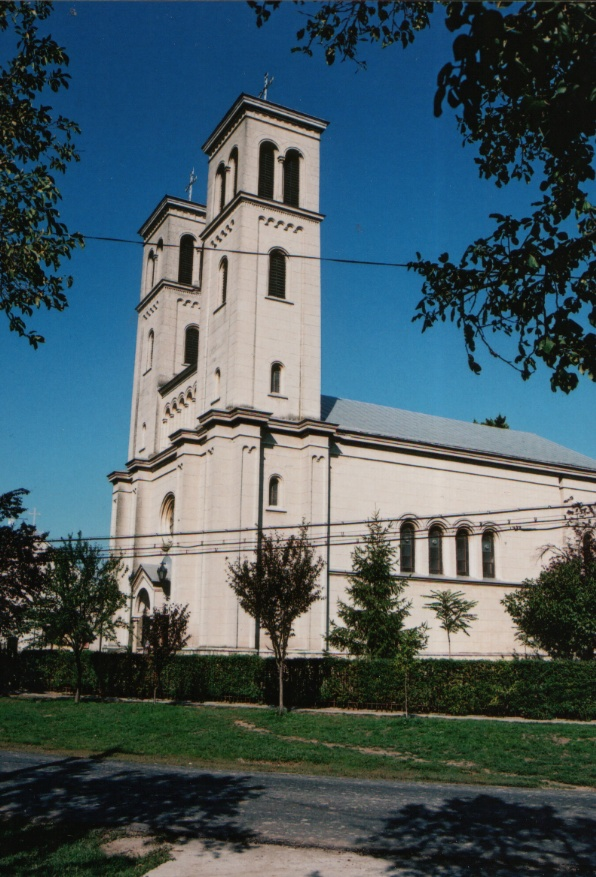

47°43′N 22°30′E / 47.717°N 22.500°E
克普萊尼鄉（羅馬尼亞語：Comuna Căpleni, Satu Mare），是羅馬尼亞的鄉份，位於該國西北部，由薩圖馬雷縣負責管轄，面積31平方公里，海拔高度116米，2007年人口3,150，人口密度每平方公里102人。